# شهرستان کنکوصه
شهرستان کنکوصه (به عربی: مقاطعة کنکوصة) یک منطقهٔ مسکونی در موریتانی است که در استان عصابه واقع شده‌است.